# Campionati europei a squadre di atletica leggera 2025
I XI campionati europei a squadre di atletica leggera (ETC) si sono tenuti all'Estadio de Vallehermoso di Madrid, in Spagna, tra il 27 e il 29 giugno 2025.
Inizialmente era previsto che l'edizione del 2023 si svolgesse a Madrid, ma dopo che l'European Athletics e il Comitato Olimpico Europeo hanno raggiunto un accordo, l'evento è stato aggiunto al programma dei Giochi Europei del 2023 e spostato in Polonia.

## Sedi
| Divisione | Date              | Città   | Nazione  |
| --------- | ----------------- | ------- | -------- |
| Prima     | 27–29 giugno 2025 | Madrid  | Spagna   |
| Seconda   | 28–29 giugno 2025 | Maribor | Slovenia |
| Terza     | 24–25 giugno 2025 | Maribor | Slovenia |

## Prima divisione
I 16 Paesi partecipanti:
- Finlandia
- Francia
- Germania
- Gran Bretagna
- Grecia
- Italia
- Lituania
- Paesi Bassi
- Polonia
- Portogallo
- Rep. Ceca
- Spagna
- Svezia
- Svizzera
- Ucraina
- Ungheria

### Risultati

#### Uomini
| Specialità | Oro                                                             | Prestazione | Argento                                                              | Prestazione | Bronzo                                                              | Prestazione |
| Corse piane |                                                                 |             |                                                                      |             |                                                                     |             |
| 100 metri piani | Eugene Amo-Dadzie                                               | 10"07       | Elvis Afrifa                                                         | 10"10       | Oliwer Wdowik                                                       | 10"10       |
| 200 metri piani | Xavi Mo-Ajok                                                    | 20"01       | Fausto Desalu                                                        | 20"18       | Toby Harries                                                        | 20"25       |
| 400 metri piani | Samuel Reardon                                                  | 44"60       | Oleksandr Pohorilko                                                  | 44"81       | Patrik Simon Enyingi                                                | 44"84 =     |
| 800 metri piani | Mohamed Attaoui                                                 | 1'44"01     | Francesco Pernici                                                    | 1'44"39     | Corentin Magnou                                                     | 1'45"06     |
| 1500 metri piani | Isaac Nader                                                     | 3'39"08     | Stefan Nillessen                                                     | 3'39"97     | Filip Rak                                                           | 3'40"14     |
| 5000 metri piani | Niels Laros                                                     | 13'44"45    | Dominic Lobalu                                                       | 13'45"37    | Thierry Ndikumwenayo                                                | 13'45"38    |
| Corse a ostacoli |                                                                 |             |                                                                      |             |                                                                     |             |
| 110 metri ostacoli | Jason Joseph                                                    | 13"24       | Lorenzo Simonelli                                                    | 13"27       | Tade Ojora                                                          | 13"36       |
| 400 metri ostacoli | Vít Müller                                                      | 48"46       | Alastair Chalmers                                                    | 48"64       | Julien Bonvin                                                       | 48"66       |
| 3000 metri siepi | Karl Bebendorf                                                  | 8'20"43     | Daniel Arce                                                          | 8'22"04     | Nicolas-Marie Daru                                                  | 8'22"39     |
| Staffette |                                                                 |             |                                                                      |             |                                                                     |             |
| Staffetta 4×100 metri | Paesi Bassi Nsikak Ekpo Taymir Burnet Xavi Mo-Ajok Elvis Afrifa | 37"87       | Germania Kevin Kranz Marvin Schulte Julian Wagner Lucas Ansah-Peprah | 38"27       | Regno Unito Romell Glave Adam Gemili Jona Efoloko Eugene Amo-Dadzie | 38"33       |
| Salti |                                                                 |             |                                                                      |             |                                                                     |             |
| Salto in alto | Jan Štefela                                                     | 2,33 m      | Matteo Sioli                                                         | 2,27 m      | Tobias Potye                                                        | 2,24 m      |
| Salto con l'asta | Menno Vloon                                                     | 5,80 m      | Piotr Lisek                                                          | 5,70 m      | Márton Böndör                                                       | 5,70 m      |
| Salto con l'asta | Menno Vloon                                                     | 5,80 m      | Piotr Lisek                                                          | 5,70 m      | Matěj Ščerba                                                        | 5,70 m      |
| Salto in lungo | Miltiadis Tentoglou                                             | 8,46 m      | Thobias Montler                                                      | 8,08 m      | Mattia Furlani                                                      | 8,07 m      |
| Salto triplo | Jonathan Seremes                                                | 17,00 m     | Simone Biasutti                                                      | 16,94 m     | Vladyslav Shepeliev                                                 | 16,83 m     |
| Lanci |                                                                 |             |                                                                      |             |                                                                     |             |
| Getto del peso | Leonardo Fabbri                                                 | 21,68 m     | Wictor Petersson                                                     | 21,10 m     | Konrad Bukowiecki                                                   | 20,55 m     |
| Lancio del disco | Daniel Ståhl                                                    | 68,36 m     | Mika Sosna                                                           | 66,17 m     | Lawrence Okoye                                                      | 65,83 m     |
| Lancio del martello | Mychajlo Kochan                                                 | 81,66 m     | Merlin Hummel                                                        | 81,27 m     | Bence Halász                                                        | 80,63 m     |
| Lancio del giavellotto | Julian Weber                                                    | 85,15 m     | Artur Felfner                                                        | 80,54 m     | Edis Matusevičius                                                   | 78,26 m     |
| record mondiale; record mondiale stagionale; record europeo; record europeo stagionale; record dei campionati; record nazionale; record personale; record personale stagionale. |                                                                 |             |                                                                      |             |                                                                     |             |

#### Donne
| Specialità | Oro                                                                          | Prestazione | Argento                                                               | Prestazione | Bronzo                                                       | Prestazione |
| Corse piane |                                                                              |             |                                                                       |             |                                                              |             |
| 100 metri piani | Boglárka Takács                                                              | 11"06       | Ewa Swoboda                                                           | 11"13       | Minke Bisschops                                              | 11"17       |
| 200 metri piani | Jaël Bestué                                                                  | 22"19       | Hélène Parisot                                                        | 22"42       | Sophia Junk                                                  | 22"53       |
| 400 metri piani | Femke Bol                                                                    | 49"48       | Natalia Kaczmarek                                                     | 50"14       | Paula Sevilla                                                | 50"70       |
| 800 metri piani | Anaïs Bourgoin                                                               | 1'58"60     | Audrey Werro                                                          | 1'58"78     | Eloisa Coiro                                                 | 1'59"88     |
| 1500 metri piani | Agathe Guillemot                                                             | 4'08"72     | Salomé Afonso                                                         | 4'09"01     | Revée Walcott-Nolan                                          | 4'09"16     |
| 5000 metri piani | Nadia Battocletti                                                            | 15'56"01    | Marta García                                                          | 15'58"53    | Diane van Es                                                 | 15'59"41    |
| Corse a ostacoli |                                                                              |             |                                                                       |             |                                                              |             |
| 100 metri ostacoli | Ditaji Kambundji                                                             | 12"39       | Nadine Visser                                                         | 12"39       | Pia Skrzyszowska                                             | 12"60       |
| 400 metri ostacoli | Fatoumata Binta Diallo                                                       | 54"77       | Ayomide Folorunso                                                     | 54"88       | Lina Nielsen                                                 | 54"90       |
| 3000 metri siepi | Ilona Mononen                                                                | 9'49"21     | Sarah Tait                                                            | 9'49"24     | Kinga Królik                                                 | 9'49"80     |
| Staffette |                                                                              |             |                                                                       |             |                                                              |             |
| Staffetta 4×100 metri | Paesi Bassi Nadine Visser Lieke Klaver Minke Bisschops Marije van Hunenstijn | 42"02       | Spagna Esperança Cladera Jaël Bestué Paula Sevilla Maria Isabel Pérez | 42"11       | Germania Lisa Marie Kwayie Sina Mayer Sophia Junk Lisa Mayer | 42"52       |
| Salti |                                                                              |             |                                                                       |             |                                                              |             |
| Salto in alto | Jaroslava Mahučich                                                           | 2,00 m      | Maryja Žodzik                                                         | 1,97 m      | Imke Onnen                                                   | 1,94 m      |
| Salto con l'asta | Amálie Švábíková                                                             | 4,65 m      | Maryna Kylypko                                                        | 4,65 m      | Angelica Moser                                               | 4,55 m      |
| Salto in lungo | Larissa Iapichino                                                            | 6,92 m      | Malaika Mihambo                                                       | 6,84 m      | Agate de Sousa                                               | 6,84 m      |
| Salto triplo | Caroline Joyeux                                                              | 14,42 m     | Maja Åskag                                                            | 14,18 m     | Erika Saraceni                                               | 14,08 m     |
| Lanci |                                                                              |             |                                                                       |             |                                                              |             |
| Getto del peso | Jessica Schilder                                                             | 20,14 m     | Yemisi Ogunleye                                                       | 19,58 m     | Fanny Roos                                                   | 19,38 m     |
| Lancio del disco | Jorinde van Klinken                                                          | 64,61 m     | Shanice Craft                                                         | 61,53 m     | Liliana Cá                                                   | 60,49 m     |
| Lancio del martello | Anita Wlodarczyk                                                             | 73,34 m     | Silja Kosonen                                                         | 73,09 m     | Anna Purchase                                                | 71,41 m     |
| Lancio del giavellotto | Elina Tzengko                                                                | 62,23 m     | Maria Andrejczyk                                                      | 60,42 m     | Liveta Jasiūnaitė                                            | 58,88 m     |
| record mondiale; record mondiale stagionale; record europeo; record europeo stagionale; record dei campionati; record nazionale; record personale; record personale stagionale. |                                                                              |             |                                                                       |             |                                                              |             |

#### Misti
| Specialità | Oro                                                                                  | Prestazione | Argento                                                              | Prestazione | Bronzo                                                               | Prestazione |
| Staffetta 4×400 m | Polonia Maksymilian Szwed Justyna Święty-Ersetic Daniel Sołtysiak Natalia Bukowiecka | 3'09"43     | Italia Edoardo Scotti Virginia Troiani Vladimir Aceti Alice Mangione | 3'09"66     | Gran Bretagna Samuel Reardon Lina Nielsen Toby Harries Emily Newnham | 3'09"66     |
| record mondiale; record mondiale stagionale; record europeo; record europeo stagionale; record dei campionati; record nazionale; record personale; record personale stagionale. |                                                                                      |             |                                                                      |             |                                                                      |             |

### Classifica
| Pos. | Nazione       | Punti | Note    |
| ---- | ------------- | ----- | ------- |
| 1    | Italia        | 431,5 | Oro     |
| 2    | Polonia       | 405,5 | Argento |
| 3    | Germania      | 397   | Bronzo  |
| 4    | Paesi Bassi   | 384,5 |         |
| 5    | Gran Bretagna | 381   |         |
| 6    | Spagna        | 378   |         |
| 7    | Francia       | 354,5 |         |
| 8    | Portogallo    | 304   |         |
| 9    | Svezia        | 288,5 |         |
| 10   | Svizzera      | 286   |         |
| 11   | Rep. Ceca     | 283   |         |
| 12   | Grecia        | 253   |         |
| 13   | Ungheria      | 244,5 |         |
| 14   | Ucraina       | 231   |         |
| 15   | Finlandia     | 220,5 |         |
| 16   | Lituania      | 178,5 |         |

## Seconda divisione
I 16 Paesi partecipanti:
- Austria
- Belgio
- Bulgaria
- Cipro
- Croazia
- Danimarca
- Estonia
- Irlanda
- Israele
- Lettonia
- Norvegia
- Romania
- Serbia
- Slovacchia
- Slovenia
- Turchia

### Risultati

#### Uomini
| Specialità | Oro                                                                                           | Prestazione | Argento                                                              | Prestazione | Bronzo                                                             | Prestazione |
| Corse piane |                                                                                               |             |                                                                      |             |                                                                    |             |
| 100 metri piani | Per Tinius Fremstad-Waldron                                                                   | 10"46       | Simon Hansen                                                         | 10"55       | Oskars Grava                                                       | 10"56       |
| 200 metri piani | Blessing Afrifah                                                                              | 20"31       | Simon Verherstraeten                                                 | 20"61       | Oskars Grava                                                       | 20"65       |
| 400 metri piani | Alexander Doom                                                                                | 44"66       | Rok Ferlan                                                           | 44"70       | Mihai Sorin Dringo                                                 | 44"74       |
| 800 metri piani | Marino Bloudek                                                                                | 1'46"22     | Pieter Sisk                                                          | 1'46"29     | Cian McPhillips                                                    | 1'46"35     |
| 1500 metri piani | Ruben Verheyden                                                                               | 3'42"58     | Håkon Moe Berg                                                       | 3'42"76     | Shane Bracken                                                      | 3'42"92     |
| 5000 metri piani | Isaac Kimeli                                                                                  | 13'55"70    | Brian Fay                                                            | 13'56"07    | Joel Ibler Lillesø                                                 | 13'58"64    |
| Corse a ostacoli |                                                                                               |             |                                                                      |             |                                                                    |             |
| 110 metri ostacoli | Enzo Diessl                                                                                   | 13"31       | Jakob Filip Demšar                                                   | 13"47       | Mikdat Sevler                                                      | 13"61       |
| 400 metri ostacoli | Patrik Dömötör                                                                                | 49"61       | Mimoun Abdoul Wahab                                                  | 50"23       | Niklas Strohmeyer-Dangl                                            | 50"75       |
| 3000 metri siepi | Abdullah Tuğluk                                                                               | 8'45"14     | Tim van de Velde                                                     | 8'47"74     | Zemenu Muchie                                                      | 8'48"01     |
| Staffette |                                                                                               |             |                                                                      |             |                                                                    |             |
| Staffetta 4×100 metri | Norvegia Per Tinius Fremstad-Waldron Jacob Vaula Mathias Hove Johansen Andreas Ofstad Kulseng | 38"86       | Irlanda Michael Farrelly Sean Aigboboh Marcus Lawler Israel Olatunde | 38"88       | Slovenia Jernej Gumilar Matevž Šuštaršič Andrej Skočir Jurij Beber | 39"12       |
| Salti |                                                                                               |             |                                                                      |             |                                                                    |             |
| Salto in alto | Yonathan Kapitolnik                                                                           | 2,25 m      | Jef Vermeiren                                                        | 2,19 m      | -                                                                  | -           |
| Salto in alto | Yonathan Kapitolnik                                                                           | 2,25 m      | Valentin Alexandru Androne                                           | 2,19 m      | -                                                                  | -           |
| Salto con l'asta | Ben Broeders                                                                                  | 5,70 m      | Ersu Şaşma                                                           | 5,50 m      | Robert Kompus                                                      | 5,50 m      |
| Salto in lungo | Matúš Blšták                                                                                  | 7,79 m      | Hans-Christian Hausenberg                                            | 7,78 m      | Henrik Flåtnes                                                     | 7,74 m      |
| Salto triplo | Endiorass Kingley                                                                             | 16,85 m     | Can Özüpek                                                           | 16,25 m     | Lâchezar Vâlchev                                                   | 16,11 m     |
| Lanci |                                                                                               |             |                                                                      |             |                                                                    |             |
| Getto del peso | Marcus Thomsen                                                                                | 21,02 m     | Armin Sinančević                                                     | 20,54 m     | Andrei Rares Toader                                                | 20,30 m     |
| Lancio del disco | Kristjan Čeh                                                                                  | 68,16 m     | Lukas Weißhaidinger                                                  | 64,88 m     | Alin Firfirică                                                     | 63,81 m     |
| Lancio del martello | Thomas Mardal                                                                                 | 76,85 m     | Özkan Baltacı                                                        | 74,58 m     | Adam Kelly                                                         | 73,66 m     |
| Lancio del giavellotto | Daniel Thrana                                                                                 | 80,24 m     | Arthur Petersen                                                      | 79,01 m     | Alexandru Novac                                                    | 78,73 m     |
| record mondiale; record mondiale stagionale; record europeo; record europeo stagionale; record dei campionati; record nazionale; record personale; record personale stagionale. |                                                                                               |             |                                                                      |             |                                                                    |             |

#### Donne
| Specialità | Oro                                                              | Prestazione | Argento                                                                               | Prestazione | Bronzo                                                   | Prestazione |
| Corse piane |                                                                  |             |                                                                                       |             |                                                          |             |
| 100 metri piani | Delphine Nkansa                                                  | 11"42       | Lucija Potnik                                                                         | 11"57       | Viktória Forster                                         | 11"60       |
| 200 metri piani | Imke Vervaet                                                     | 22"85       | Olivia Fotopoulou                                                                     | 22"90       | Line Kloster                                             | 23"17       |
| 400 metri piani | Emma Zapletalová                                                 | 50"76       | Imke Vervaet                                                                          | 50"86       | Sharlene Mawdsley                                        | 50"93       |
| 800 metri piani | Caroline Bredlinger                                              | 1'58"95     | Anita Horvat                                                                          | 1'59"78     | Pernille Karlsen Antonsen                                | 2'01"01     |
| 1500 metri piani | Şilan Ayyıldız                                                   | 4'17"02     | Elise Vanderelst                                                                      | 4'17"48     | Ingeborg Østgård                                         | 4'20"18     |
| 5000 metri piani | Klara Lukan                                                      | 15'09"56    | Jana van Lent                                                                         | 15'37"51    | Carina Reicht                                            | 15'53"27    |
| Corse a ostacoli |                                                                  |             |                                                                                       |             |                                                          |             |
| 110 metri ostacoli | Sarah Lavin                                                      | 12"82       | Viktória Forster                                                                      | 12"86       | Yanla Ndjip-Nyemeck                                      | 12"89       |
| 400 metri ostacoli | Naomi Van Den Broeck                                             | 55"33       | Amalie Iuel                                                                           | 55"51       | Daniela Ledecká                                          | 56"23       |
| 3000 metri siepi | Adva Cohen                                                       | 9'32"43     | Eline Dalemans                                                                        | 9'33"04     | Juliane Hvid                                             | 9'39"26     |
| Staffette |                                                                  |             |                                                                                       |             |                                                          |             |
| Staffetta 4×100 metri | Belgio Janie De Naeyer Lotte Van Lent Lien Torfs Delphine Nkansa | 43"46       | Danimarca Ida Beiter Bomme Klara Skriver Loessl Celina Hagihara Amaya Kruse Jørgensen | 43"94       | Irlanda Sarah Leahy Ciara Neville Lauren Roy Sarah Lavin | 43"97       |
| Salti |                                                                  |             |                                                                                       |             |                                                          |             |
| Salto in alto | Merel Maes                                                       | 1,93 m      | Angelina Topić                                                                        | 1,93 m      | Elena Kulichenko                                         | 1,89 m      |
| Salto con l'asta | Tina Šutej                                                       | 4,70 m      | Elien Vekemans                                                                        | 4,65 m      | Lene Onsrud Retzius                                      | 4,50 m      |
| Salto in lungo | Milica Gardašević                                                | 6,75 m      | Ida Andrea Breigan                                                                    | 6,60 m      | Plamena Mitkova                                          | 6,43 m      |
| Salto triplo | Elena Andreea Taloș                                              | 14,18 m     | Ivana Španović                                                                        | 14,15 m     | Tuğba Danışmaz                                           | 14,00 m     |
| Lanci |                                                                  |             |                                                                                       |             |                                                          |             |
| Getto del peso | Emel Dereli                                                      | 16,23 m     | Estel Valeanu                                                                         | 16,09 m     | Elena Defrère                                            | 15,80 m     |
| Lancio del disco | Sandra Elkasević                                                 | 62,87 m     | Lisa Brix Pedersen                                                                    | 58,88 m     | Özlem Becerek                                            | 56,59 m     |
| Lancio del martello | Beatrice Nedberge Llano                                          | 71,14 m     | Bianca Ghelber                                                                        | 70,62 m     | Nicola Tuthill                                           | 70,50 m     |
| Lancio del giavellotto | Victoria Hudson                                                  | 67,76 m     | Sigrid Borge                                                                          | 65,66 m     | Adriana Vilagoš                                          | 62,75 m     |
| record mondiale; record mondiale stagionale; record europeo; record europeo stagionale; record dei campionati; record nazionale; record personale; record personale stagionale. |                                                                  |             |                                                                                       |             |                                                          |             |

#### Misti
| Specialità | Oro                                                                                   | Prestazione | Argento                                                                 | Prestazione | Bronzo                                                                                   | Prestazione |
| Staffetta 4×400 m | Norvegia Andreas Ofstad Kulseng Amalie Iuel Håvard Bentdal Ingvaldsen Henriette Jæger | 3'13"64     | Slovacchia Patrik Dömötör Daniela Ledecká Matej Baluch Emma Zapletalová | 3'14"05     | Romania Mihai Sorin Dringo Alexandra Ștefania Uță Mario Alexandru Dobrescu Andrea Miklós | 3'14"71     |
| record mondiale; record mondiale stagionale; record europeo; record europeo stagionale; record dei campionati; record nazionale; record personale; record personale stagionale. |                                                                                       |             |                                                                         |             |                                                                                          |             |

### Classifica
| Pos. | Nazione    | Punti | Note |
| ---- | ---------- | ----- | ---- |
| 1    | Belgio     | 451,5 |      |
| 2    | Slovenia   | 402,5 |      |
| 3    | Norvegia   | 400   |      |
| 4    | Turchia    | 382   |      |
| 5    | Irlanda    | 349   |      |
| 6    | Danimarca  | 335   |      |
| 7    | Austria    | 318   |      |
| 8    | Croazia    | 308,5 |      |
| 9    | Slovacchia | 304,5 |      |
| 10   | Romania    | 285   |      |
| 11   | Estonia    | 266,5 |      |
| 12   | Israele    | 258,5 |      |
| 13   | Serbia     | 253   |      |
| 14   | Cipro      | 245,5 |      |
| 15   | Bulgaria   | 240,5 |      |
| 16   | Lettonia   | 212   |      |

## Terza divisione
I 15 Paesi partecipanti:
- Albania
- Andorra
- Armenia
- Azerbaigian
- Bosnia ed Erzegovina
- Georgia
- Islanda
- Kosovo
- Liechtenstein
- Lussemburgo
- Macedonia del Nord
- Malta
- Moldavia
- Montenegro
- San Marino

Gli atleti di Gibilterra e del Principato di Monaco non partecipano. La loro ultima partecipazione è stata nel 2021 come parte dell'Associazione Atletica dei Piccoli Stati d'Europa insieme al Liechtenstein.

### Risultati

#### Uomini
| Specialità | Oro | Prestazione | Argento                                                                             | Prestazione | Bronzo                                                                | Prestazione |
| Corse piane | |             |                                                                                     |             |                                                                       |             |
| 100 metri piani | Alham Naghiyev                                                                                          | 10"42       | Francesco Sansovini                                                                 | 10"59       | Kristófer Þorgrímsson                                                 | 10"82       |
| 200 metri piani | Alham Naghiyev                                                                                          | 20"75       | Franko Burraj                                                                       | 20"97       | Bakir Musić                                                           | 21"10       |
| 400 metri piani | Franko Burraj                                                                                           | 45"87       | Matthew Galea Soler                                                                 | 46"90       | Ivan Galușco                                                          | 47"05       |
| 800 metri piani | Amel Tuka                                                                                               | 1'49"37     | Mathis Espagnet                                                                     | 1'50"02     | Leon Thaqi                                                            | 1'50"68     |
| 1500 metri piani | Nahuel Carabaña                                                                                         | 3'45"31     | Yervand Mkrtchyan                                                                   | 3'45"98     | Gasper Klückers                                                       | 3'51"81     |
| 5000 metri piani | Dario Ivanovski                                                                                         | 14'04"06    | Baldvin Magnusson                                                                   | 14'30"71    | Maxim Răileanu                                                        | 14'37"69    |
| Corse a ostacoli | |             |                                                                                     |             |                                                                       |             |
| 110 metri ostacoli | Matija Vojvodić                                                                                         | 14"58       | Benjamin Bojanić                                                                    | 14"65       | Benjamin Salnitro                                                     | 14"98       |
| 400 metri ostacoli | Ívar Kristinn Jasonarson                                                                                | 52"06       | Eloi Vilella Escolano                                                               | 52"16       | David Friederich                                                      | 53"01       |
| 3000 metri siepi | Gil Weicherding                                                                                         | 8'49"34     | Hlynur Andrésson                                                                    | 9'08"99     | Luke Micallef                                                         | 9016"16     |
| Staffette | |             |                                                                                     |             |                                                                       |             |
| Staffetta 4×100 metri | Islanda Sveinbjörn Óli Svavarsson Arnar Logi Brynjarsson Þorleifur Einar Leifsson Kristófer Þorgrímsson | 40"85       | Macedonia del Nord Andreas Trajkovski Marko Aleksovski Mihail Petrov Jovan Stojoski | 40"89       | Lussemburgo Luc Dostert David Wallig Enguerran Bossicard Louis Muller | 41"26       |
| Salti | |             |                                                                                     |             |                                                                       |             |
| Salto in alto | Marko Šuković                                                                                           | 2,09 m      | Charel Gaspar                                                                       | 2,09 m      | Brajan Avia                                                           | 2,06 m      |
| Salto con l'asta | Arian Milicija                                                                                          | 4,85 m      | Miquel Vilchez Vendrell                                                             | 4,60 m      | Nicolai Bonello                                                       | 4,35 m      |
| Salto in lungo | Andreas Trajkovski                                                                                      | 7,83 m      | Daníel Ingi Egilsson                                                                | 7,79 m      | Gor Hovakimyan                                                        | 7,67 m      |
| Salto triplo | Rustam Mammadov                                                                                         | 16,31 m     | Gor Hovakimyan                                                                      | 16,29 m     | Lasha Gulelauri                                                       | 15,83 m     |
| Lanci | |             |                                                                                     |             |                                                                       |             |
| Getto del peso | Giorgi Mujaridze                                                                                        | 19,80 m     | Mesud Pezer                                                                         | 19,14 m     | Alexandr Mazur                                                        | 18,70 m     |
| Lancio del disco | Temuri Abulashvili                                                                                      | 57,75 m     | Voislav Grubiša                                                                     | 56,64 m     | Mímir Sigurðsson                                                      | 55,78 m     |
| Lancio del martello | Hilmar Örn Jónsson                                                                                      | 73,44 m     | Serghei Marghiev                                                                    | 70,26 m     | Goga Tchikhvaria                                                      | 58,07 m     |
| Lancio del giavellotto | Andrian Mardare                                                                                         | 81,07 m     | Sindri Guðmundsson                                                                  | 74,54 m     | Matthias Verling                                                      | 72,90 m     |
| record mondiale; record mondiale stagionale; record europeo; record europeo stagionale; record dei campionati; record nazionale; record personale; record personale stagionale. | |             |                                                                                     |             |                                                                       |             |

#### Donne
| Specialità | Oro                                                                                            | Prestazione | Argento                                                              | Prestazione | Bronzo                                                                     | Prestazione |
| Corse piane |                                                                                                |             |                                                                      |             |                                                                            |             |
| 100 metri piani | Alessandra Gasparelli                                                                          | 11"50       | Lamiya Valiyeva                                                      | 11"62       | Eir Hlesdóttir                                                             | 11"69       |
| 200 metri piani | Eir Hlesdóttir                                                                                 | 23"44       | Lamiya Valiyeva                                                      | 23"58       | Alessandra Gasparelli                                                      | 23"84       |
| 400 metri piani | Fanny Arendt                                                                                   | 53"49       | Ani Mamatsashvili                                                    | 54"60       | Guðbjörg Jóna Bjarnadóttir                                                 | 55"00       |
| 800 metri piani | Gina McNamara                                                                                  | 2'10"05     | Aníta Hinriksdóttir                                                  | 2'10"52     | Relaksa Dauti                                                              | 2'13"12     |
| 1500 metri piani | Gina McNamara                                                                                  | 4'27"22     | Gresa Bakraçi                                                        | 4'28"73     | Redia Dauti                                                                | 4'33"52     |
| 5000 metri piani | Kimberly Chinfatt                                                                              | 16'23"65    | Andrea Kolbeinsdóttir                                                | 16'53"23    | Ecaterina Cernat                                                           | 17'42"85    |
| Corse a ostacoli |                                                                                                |             |                                                                      |             |                                                                            |             |
| 110 metri ostacoli | Victoria Rausch                                                                                | 13"23       | Júlía Kristín Jóhannesdóttir                                         | 13"75       | Maša Garić                                                                 | 13"93       |
| 400 metri ostacoli | Duna Viñals                                                                                    | 59"75       | Maša Garić                                                           | 59"80       | Uyana Granger                                                              | 1'01"16     |
| 3000 metri siepi | Andreea Stavila                                                                                | 9'55"81     | Andrea Kolbeinsdóttir                                                | 10'07"38    | Jeanne Cros                                                                | 11'25"11    |
| 3000 metri siepi | Andreea Stavila                                                                                | 9'55"81     | Andrea Kolbeinsdóttir                                                | 10'07"38    | Liz Weiler                                                                 | 11'25"11    |
| Staffette |                                                                                                |             |                                                                      |             |                                                                            |             |
| Staffetta 4×100 metri | Islanda Eir Hlésdóttir Ísold Sævarsdóttir María Helga Högnadóttir Júlía Kristín Jóhannesdóttir | 46"03       | Lussemburgo Sandrine Rossi Victoria Rausch Anaïs Bauer Camille Gaeng | 46"18       | Malta Alessia Cristina Claire Azzopardi Thea Parnis Coleiro Martha Spiteri | 46"99       |
| Salti |                                                                                                |             |                                                                      |             |                                                                            |             |
| Salto in alto | Marija Vuković                                                                                 | 1,85 m      | Birta María Haraldsdóttir                                            | 1,81 m      | Sara Lučić                                                                 | 1,79 m      |
| Salto con l'asta | Karen Sif Ársælsdóttir                                                                         | 3,55 m      | Martina Muraccini                                                    | 3,45 m      | Sana Grillo                                                                | 3,30 m      |
| Salto in lungo | Rachela Pace                                                                                   | 6,39 m      | Birna Kristín Kristjánsdóttir                                        | 6,31 m      | Mari Dzagnidze                                                             | 6,30 m      |
| Salto triplo | Yekaterina Sariyeva                                                                            | 13,87 m     | Irma Gunnarsdóttir                                                   | 13,72 m     | Rachela Pace                                                               | 13,39 m     |
| Lanci |                                                                                                |             |                                                                      |             |                                                                            |             |
| Getto del peso | Erna Sóley Gunnarsdóttir                                                                       | 16,05 m     | Alexandra Emilianov                                                  | 15,80 m     | Sopiko Shatirishvili                                                       | 15,04 m     |
| Lancio del disco | Alexandra Emilianov                                                                            | 61,84 m     | Hera Christensen                                                     | 53,80 m     | Jule Insinna                                                               | 49,94 m     |
| Lancio del martello | Yipsi Moreno                                                                                   | 67,96 m     | Guðrún Karítas Hallgrímsdóttir                                       | 66,04 m     | Sofia Snäll                                                                | 57,43 m     |
| Lancio del giavellotto | Arndís Diljá Óskarsdóttir                                                                      | 51,60 m     | Noémie Pleimling                                                     | 50,45 m     | Marija Bogavac                                                             | 49,80 m     |
| record mondiale; record mondiale stagionale; record europeo; record europeo stagionale; record dei campionati; record nazionale; record personale; record personale stagionale. |                                                                                                |             |                                                                      |             |                                                                            |             |

#### Misti
| Specialità | Oro                                                                  | Prestazione | Argento                                                                                          | Prestazione | Bronzo                                                             | Prestazione |
| Staffetta 4×400 m | Lussemburgo Glenn Lassine Fanny Arendt David Friederich Elise Romero | 3'25"57     | Islanda Ívar Kristinn Jasonarson Guðbjörg Jóna Bjarnadóttir Samundur Ólafsson Ísold Sævarsdóttir | 3'25"96     | Malta Nick Bonett Martha Spiteri Matthew Galae Soler Gina McNamara | 3'26"79     |
| record mondiale; record mondiale stagionale; record europeo; record europeo stagionale; record dei campionati; record nazionale; record personale; record personale stagionale. |                                                                      |             |                                                                                                  |             |                                                                    |             |

### Classifica
| Pos. | Nazione              | Punti | Note |
| ---- | -------------------- | ----- | ---- |
| 1    | Islanda              | 461,5 |      |
| 2    | Lussemburgo          | 410   |      |
| 3    | Bosnia ed Erzegovina | 383   |      |
| 4    | Moldavia             | 371   |      |
| 5    | Malta                | 333,5 |      |
| 6    | Azerbaigian          | 315,5 |      |
| 7    | Georgia              | 307   |      |
| 8    | Macedonia del Nord   | 270,5 |      |
| 9    | Montenegro           | 268   |      |
| 10   | Armenia              | 264   |      |
| 11   | Andorra              | 229,5 |      |
| 12   | Albania              | 223   |      |
| 13   | San Marino           | 207,5 |      |
| 14   | Kosovo               | 154   |      |
| 15   | Liechtenstein        | 107   |      |